# 게리 빈슨

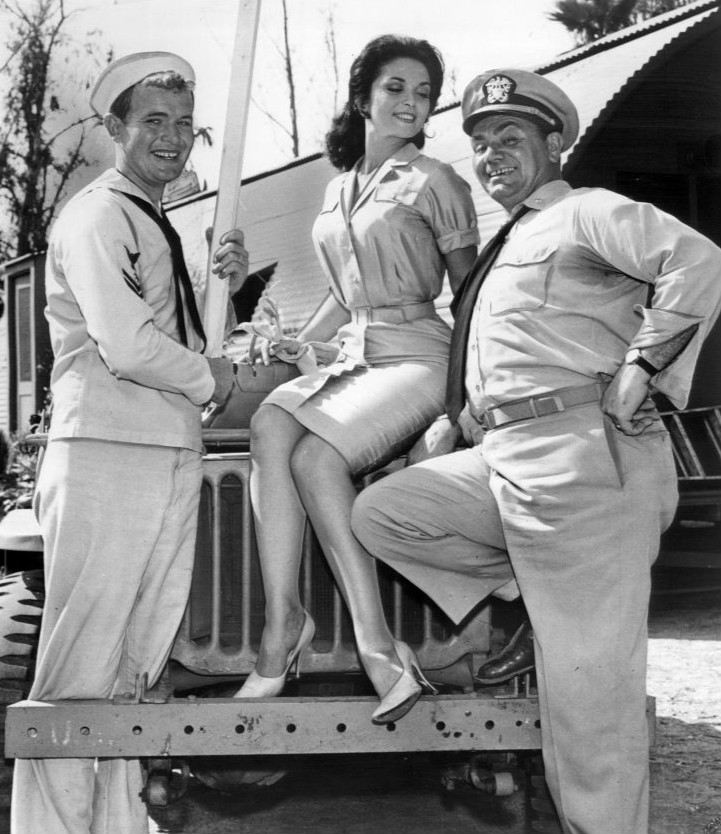

게리 빈슨(Gary Vinson, 1936년 10월 22일 ~ 1984년 10월 15일)은 미국의 배우, 텔레비전 배우이다.
로스앤젤레스에서 태어났으며 리돈도비치에서 사망하였다.

## 영화
- 몬스터 가족 (1981년)
- 특전 네이비 2 - 공군 조인 (1965년)
- 특전 네이비 (1964년)
- 머조러티 오브 원 (1961년)
- 옐로우스톤 켈리 (1959년)
- 선셋 77번가 (1958년)
- 콜트45 (1957년)
- 샤이안 (1955년)